# 魔術學校
《魔術學校》為韓國JTBC的網絡電視劇，描述來自不同地方的人於魔術學校相聚的點滴與故事。
本劇是JTBC電視台第四部網絡劇，定於2017年9月11日播出。

## 演員陣容

### 主要人物
| 演員     | 角色   | 介紹                                              |
| 朴珍榮   | 李國家 | 夢想成為公務員的母胎單身大學生。                  |
| Nichkhun | 俊     | 因生母貧窮被送養海外，但內心始終溫暖的實習醫生。  |
| 尹博     | J      | 內心有著深深傷痛的高人氣冷美男明星魔術師。        |
| 柳承秀   | 韓老師 | 魔術學校的校長、魔術界隱藏的大師Master韓。        |
| 申恩秀   | 韓伊瑟 | 夢想成為舞蹈家的魔術學校校長之女。                |
| 姜制倫   | 李成   | 高IQ、冷靜理性，致力於專業學術研究，人稱李博士 。 |
| 朴珪瑛   | 禹利   | 李國家暗戀的青梅竹馬，夢想成為導演。              |

### 其他人物
| 演員   | 角色     | 介紹                                                       |
| 朴柱亨 | K        | 挑戰人生最後一次高難度魔術發生意外而行蹤成謎的巨星魔術師。 |
| 南成俊 | 金鐘萬   | 韓老師的大弟子與得力助手。                                 |
| 柳垣   | 世拉     | 俊在醫院的同屆實習醫生同事。                               |
| 智淑   | 學長女友 | 李國家的大學學長不斷盛情追求的女友。                       |
| 孫建宇 |          |                                                            |
| 金敏秀 |          |                                                            |
| 鄭浩哲 |          |                                                            |
| 尹孝東 |          |                                                            |
| Neol   |          |                                                            |

## 外部連結
- Naver Tvcast官方網站 （页面存档备份，存于）